# Haliclona mucifibrosa
Haliclona mucifibrosa är en svampdjursart som beskrevs av de Weerdt,Rützler och Smith 1991. Haliclona mucifibrosa ingår i släktet Haliclona och familjen Chalinidae. Inga underarter finns listade i Catalogue of Life.